# Илларионов, Иван Илларионович
Илларионов Иван Илларионович (8 ноября 1893 — 19 ноября 1969) — советский государственный и партийный деятель.  

## Биография
Родился в чувашской семье в селе Малая Шатьма Ядринского уезда.
C 14 мая 1924 по 29 апреля 1925 — Председатель президиума Исполнительного комитета Советов рабочих, крестьянских и красноармейских депутатов Автономной Чувашской области.
C 29 апреля 1925 по	31 января 1926 — Председатель президиума Исполнительного комитета Советов Чувашской АССР.
C 1 февраля 1926 по сентябрь 1927 — Председатель президиума Центрального исполнительного комитета Чувашской АССР.
Член Всесоюзной коммунистической партии (большевиков).
Умер в 1969 в г. Ульяновск. Похоронен на Воскресенском некрополе в Ульяновске.

## Награждён
орденом Ленина.